# Матосян Лернік Григорович
Лернік Григорович Матосян — український спортсмен-пауерліфтер, проживає в місті Полтава, заслужений тренер України, чемпіон світу.

## Життєпис
В спорті з 1980-го, на території України — починаючи з 1985-го.
Закінчив Полтавський національний педагогічний університет імені Володимира Короленка, кафедра біологічних основ фізичного виховання.
Старший син займається греблею, молодший — тхеквондо.
В лютому 2015 року на ветеранських змаганнях по пауерліфтингу у Полтаві по сумі триборства став чемпіоном, вагова категорія до 105 кг.

## Серед його вихованців
- Буланий Михайло — чотириразовий чемпіон світу, заслужений майстер спорту України.
- Абдуліна Вікторія — чемпіонка світу 2008 року.